# Aedes clintoni
Aedes clintoni är en tvåvingeart som beskrevs av Taylor 1946. Aedes clintoni ingår i släktet Aedes och familjen stickmyggor. Inga underarter finns listade i Catalogue of Life.